# Янушевский, Гиларий Павел
Гила́рий Па́вел Януше́вский (пол. Hilary Paweł Januszewski OCarm, 11 июня 1907, Крайенки, Куявско-Поморское воеводство — 25 марта 1945, Дахау, Бавария) — блаженный Римско-католической церкви, священник, монах, настоятель монастыря кармелитов в Кракове, мученик. Входит в число 108 блаженных польских мучеников, беатифицированных римским папой Иоанном Павлом II во время его посещения Варшавы 13 июня 1999 года.  

## Биография
Вступил в монашеский орден кармелитов в 1927 году. Первые монашеские обеты принял 30 декабря 1928 года. Теологическое образование получил в Кракове, после чего продолжил свой обучение своё обучение в Риме. 15 июля 1934 года был рукоположён в сан священника. После возвращения в Краков в 1935 году преподавал историю церкви и догматику.
Был арестован 18 сентября 1940 года и интернирован в концентрационный лагерь Заксенхаузен, после — в концлагерь Дахау. В концлагере ухаживал за больными тифом, заразившись от которых умер 25 марта 1945 года.

## Прославление
13 июня 1999 года был беатифицирован римским папой Иоанном Павлом II вместе с другими польскими мучениками Второй мировой войны.
День памяти — 12 июня.